# Patricio Brodsky
El  licenciado Patricio Adrián Brodsky (Buenos Aires, Argentina, 9 de marzo de 1962) es un sociólogo, ensayista, periodista y conferencista argentino.
Brodsky es autor de tres libros sobre el conflicto en Oriente Medio, uno sobre la judeofobia contemporánea y otro sobre el Holocausto.
Disertante en más de 200 conferencias, es autor de más de 100 artículos publicados en diversos medios y colaborador de La Voz y La Opinión, Aurora Israel, Generación J y Nuestra Memoria (publicación del Museo del Holocausto de Buenos Aires), Diario Tiempo Argentino, Revista La Barraca, Página Popular (Facepopular), entre otros medios. 
Especialista en estudio de los genocidios —particularmente de la Shoah—, en estudio de la judeofobia, estudio de la discriminación, estudio del conflicto árabe-israelí, entre otras temáticas.
Entre los años 2003 a 2006 fue docente a cargo de la cátedra "Sociología de la Shoah" en el Museo del Holocausto de Buenos Aires.
En el año 2008 dictó las siguientes cátedras:
- "Sociología de los Procesos Genocidas" en la Universidad Nacional del Sur de Bahía Blanca, en el Centro Raoul Wallenberg y en el "Centro de Estudios Judaicos" (CEJ) de la Universidad del CEMA (CEIEG/UCEMA);
- "Sociología de la Discriminación" en la Oficina municipal contra la discriminación, la xenofobia y el racismo (OMUDI) de Mar del Plata y en la DAIA delegación Mar del Plata, en el Ministerio de Educación de la Provincia del Chaco y en la DAIA - delegación del Chaco.
- "Sociología del Holocausto" en la Facultad de Derecho de la Universidad de Buenos Aires, donde participó como docente invitado en dicha cátedra.

Desde el año 2012 es Profesor Adjunto a cargo de la materia: "Genocidio y Memoria", en la Facultad de Derecho de la Universidad de Buenos Aires.

## Obra
- Palestina: Anatomía de un Genocidio. Slachevsky, Paulo; Zerán, Faride; Kary, Rodrigo (Editores). Santiago de Chile: LOM Ediciones. 2024..
- Genocidio: Un Crimen Moderno. Reflexiones Sobre Genocidio y Modernidad. Buenos Aires, Editorial Tips, junio de 2015
- Estudios sobre autoritarismo y sociedad de masas: genocidio, responsabilidad colectiva y memoria. Inédito, Buenos Aires, enero de 2003.